# Gisèle Charbit
Pour les articles homonymes, voir Charbit.
Gisèle Charbit, née le 9 novembre 1937 à Casablanca (Maroc) et morte le  8 juin 2021 à Saint-Cyprien (département français des Pyrénées-Orientales), est une femme française élue Miss Maroc 1955, puis Miss France 1956.

## Biographie
Gisèle Charbit a 18 ans, est secrétaire à Casablanca et a trois frères et trois sœurs.

## Élection
Gisèle Charbit, 18 ans, secrétaire à Casablanca, Miss Afrique française, a été proclamée Miss France au Palais de la Méditerranée à Nice. Trois jours auparavant, le titre avait été remporté par Maryse Fabre, Miss Provence-Côte d'Azur, mais devant les protestations de la foule, l'élection avait dû être cassée. Le soir suivant, c'est le public lui-même qui est appelé à voter à bulletins secrets.
Ses dauphines sont Monique Lefebvre, Miss Lorraine, et Danièle Aubry, Miss Troyes. Maryse Fabre termine finalement quatrième.